# ワシントン郡区 (アイオワ州アデア郡)
ワシントン郡区（英語：Washington Township）は、アメリカ合衆国アイオワ州アデア郡にある17の郡区の一つである。2000年の国勢調査では人口162人。

## 地理
ワシントン郡区の面積は92.3平方キロメートル（35.62平方マイル）で、郡区内に基礎自治体はない。アメリカ地質調査所によると、この郡区には6つの墓地がある（Avondale、Campbell、Garner、Mormon、Winn、およびWitt）。